# Бжозовиця-Мала
Бжозовиця-Мала (пол. Brzozowica Mała) — село в Польщі, у гміні Конколевниця Радинського повіту Люблінського воєводства.
Населення — 133 особи (2011).
У 1975-1998 роках село належало до Білопідляського воєводства.

## Демографія
Демографічна структура станом на 31 березня 2011 року:
|          | Загалом | Допрацездатний вік | Працездатний вік | Постпрацездатний вік |
| -------- | ------- | ------------------ | ---------------- | -------------------- |
| Чоловіки | 61      | 13                 | 40               | 8                    |
| Жінки    | 72      | 21                 | 36               | 15                   |
| Разом    | 133     | 34                 | 76               | 23                   |